# EKD EL.100
Die 1935 bis 1936 hergestellten Lokomotiven der Baureihe EL.100 wurden von der privat betriebenen Elektryczne Koleje Dojazdowe (EKD) beschafft. Die nach dem Zweiten Weltkrieg in Polen verbliebene und von den Polnischen Staatseisenbahnen (PKP) übernommene EL.106 gilt nach der 1951 durchgeführten Übernahme der EKD als die erste Elektrolokomotive der PKP.

## Geschichte
Um den Betrieb auf den Tunnelstrecken der privaten Elektryczne Koleje Dojazdowe durchführen zu können, waren diese rund 100 km langen Strecken in den Jahren 1936 und 1937 mit 3 kV Gleichspannung elektrifiziert worden. Dafür wurden neben mehreren Triebwagen zehn elektrische Lokomotiven bestellt, zu denen die sechs EL.100 gehörten.
Diese Lokomotiven wurden bei Metropolitan-Vickers bestellt. Die ersten beiden wurden bei Metropolitan-Vickers selbst gefertigt und per Schiff nach Gdingen geliefert. Vier weitere Lokomotiven wurden bei Fablok gefertigt, die elektrische Ausrüstung kam von General Electric. Die Montage wurde von Spezialisten von GE betreut. Sie waren für die Beförderung von Fernzügen durch die Tunnelstrecke von Warschau gedacht, zogen allerdings auch Personen- bzw. Güterzüge.

## E.101…106
Bis auf die 1939 zerstörte EL.103 gelangten alle Lokomotiven in den Bestand der Generaldirektion der Ostbahn. Nach dem Beginn des Zweiten Weltkriegs wurden sie als E.101...106 bezeichnet. Eine weitere Lok wurde bei Kampfhandlungen 1944 zerstört.
Drei Lokomotiven kamen nach dem Krieg bei der Eisenbahndirektion Augsburg in den Bestand der Deutschen Bundesbahn. Die dort nicht zu gebrauchenden Loks wurden bis 1958 verschrottet.

## PKP EL.106
Die einzige nach dem Krieg noch vorhandene Lokomotive, die EL.106, verblieb in Polen und war nach ihrer Aufarbeitung im Raum Warschau und Łódź eingesetzt. Für sie war noch die Bezeichnung PKP EP01-1 vorgesehen, die sie jedoch nicht mehr erhielt, da sie nach 1964 verschrottet wurden.

## Konstruktion
Die einfach aufgebauten Maschinen besaßen einen genieteten Lokkasten. Die Drehgestelle waren mit einem Drehzapfen im Lokkasten geführt. Die Zug- und Stoßeinrichtung war im Drehgestell geführt. Der Lokkasten stützte sich über seitliche Gleitplatten auf den Drehgestellen ab. Die Fahrmotoren waren im Drehgestell in Tatzlager-Bauweise gelagert und als Gleichstrom-Reihenschlußmotoren ausgeführt.